# Абу Бекр Мухаммад аль-Мудафар
Абу Бекр Мухаммад аль-Мудафар (араб. المظفر بن الأفطس; бл. 1005 — 30 жовтня 1045) — 3-й емір Бадахоської тайфи в 1045—1068 роках. Повне ім'я Абу Бакр Мухаммед ібн Абдалла аль-Мудафар аль-Афтас. В християнських державах відомий як Модафар I Бадахоський.

## Життєпис
Походив з Афтаської династії. Син Абдаллаха, еміра Бадахосу. Народився близько 1005 року. Здобув ґрунтовну та всебічну освіту, знався на військовій справі та водночас захоплювався літературою.
Під час правління батька брав активну участь у війнах з Севільською тайфою. 1030 очолив військо, яке повинно було захистити місто Бежа. Але зазнав поразки й потрапив у полон. В обмін на визнання зверхності Севільської тайфи повернувся до Бадахосу. Втім вже 1034 року разом з батьком домігся звільнення від залежності.
1045 успадкував трон, прийнявши почесне ім'я Сайф аль-Даула («Меч держави»). Невдовзі виступив проти Аббада II, який захопив Мертольську тайфу, чим став загрожувати Бадахосу. Також Абу Бекр намагався не допустити захоплення севільським еміром тайфи Ньєбла.
У 1050 році він рушив на допомогу останній, чим скористався Аббад II, який атакував Бадахоську тайфу. Але зрештою у рішучій битві біля міста Ньєбла Абу Бекр завдав поразки супротивникові, після чого сплюндрував землі Севільської тайфи. Втім невдовзі Мухаммад аль-Яхшибі, емір Ньєбли, перейшов на бік Аббада II, чим спричинив напад Абу Бекра на володіння Ньєбли. Але 1051 зазнав поразки тут від Аббада II. За цим землі Бадахоської тайфи сплюндрували. За цих обставин емір Бадахосу звернувся по допомогу до Ісхака, еміра Кармони, від якого отримав військо для захисту важливого міста Евора. Втім у битві біля нього союзники зазнали нищівної поразки. Зрештою Абу Бекр опинився обложеним в Бадахосі. Зрештою за посередництва Мухаммада ар-Рашида, еміра Кордови, уклали мир між противниками.
Втім ця війна значно послабила бадахоську тайфу. Цією обставиною вирішив скористатися Фернандо I, король Кастилії і Леону, який 1056 року підкорив християнські держави на півострові (окрім Арагону). В результаті емір Абу-Бекр спочатку втратив Ламегу (1057 рік), а потім Візеу (1058), змусивши підступити до річки Дору. 1058 року виступив на допомогу Сантарену, який взяли в облогу кастильські війська. Зрештою уклали мирний договір, за яким Абу-Бекр погодився платити данину за землі в долині річки Тахо в розмірі 5 тис. динарів на рік.
У 1064 почалася нова війна з Кастилією, внаслідок якої Фернандо I захопив місто Коїмбру, через це кордон між державами став проходити вздовж річки Мондего. 1065 року після смерті Фернандо I став васалом Гарсії II, короля Галісії, якому тепер належали землі, за які емір Бадахосу сплачував данину.
Помер Абу Бекр Мухаммад аль-Мудафар 1068 року. Його сини Яґ'я і Мухаммад почали боротьбу за владу, яка остаточно ослабила тайфу.

## Творчість
Разом зі своїм секретарем Саїде ібн Джайра він склав енциклопедію з 50 томів (деякі автори вважають, що в ній було 100) під назвою «Кітаб аль-Музаффарі», яка стосувалася всіх наук про літературу, особливо граматики, мови, поезії, історичних джерел, величезний обсяг різних повідомлень. Йому також приписують історію свого роду «Бану-л-Афта», яка була втрачена і відома лише короткими посиланнями.